# 下関男性バラバラ殺人事件
下関男性バラバラ殺人事件（しものせきだんせいバラバラさつじんじけん）は1995年に発生した日本のバラバラ殺人事件。検挙されないまま行方不明となった犯行の容疑者が満100歳を超えたために、2021年に「容疑者死亡」として書類送検された。本件はこの扱いが適用された最初の事例である。

## 事件の経過
1995年11月7日に山口県下関市の海岸でショルダーバッグに入った人間の頭部が見つかり、同月12日には福岡県北九州市小倉北区の泊地でリュックサックに入った人間の腰部が発見された。血液型や頭部の遺体が入ったバッグに一緒に入っていたカッターシャツの襟元の洗濯ネームの名前や歯の治療記録などから被害者を下関市出身の37歳男性と特定した。
被害男性は下関市出身で大阪府貝塚市内の病院で入院していたところ、1995年10月24日に父親が退院手続きをした後で一緒に大阪府泉大津市の港からフェリーに乗り10月25日朝に北九州市門司区の新門司港に着き、それから数日間連続で北九州市小倉北区の被害男性父親のマンション宅から50メートル離れた飲食店に食事に来ており、10月28日までは被害者と父親の2人が、その後で10月30日と10月31日に父親が1人で来ていたのを最後に飲食店に来なくなった。被害者男性父親のマンション宅の室内にあった新聞から11月5日まで自宅にいたと思われるが、11月10日に多額の貯金を引き出したのを最後に行方がわからなくなった。
1995年11月14日に警察が被害男性父親のマンション宅への家宅捜索を行なった結果、室内の台所や浴室洗い場に被害者と同じ血液型の血痕があり、さらに浴室内に残っていた肉片が被害者の遺体の一部と判明したたため、11月17日に警察は死体遺棄罪と死体損壊罪で被害男性父親（当時74歳）への逮捕状を取り、全国に指名手配した。警察によると、被害男性父親は激しい性格で以前から息子である被害男性といさかいが絶えなかったという。
1998年に死体遺棄罪と死体損壊罪の公訴時効が成立すると、警察は容疑を殺人罪に切り替えて容疑者の行方を追うこととなった。2010年4月に殺人罪等の公訴時効が廃止されたが、その際に警察庁は長期化した未解決事件の捜査について100歳になったら容疑者死亡で書類送検を検討する旨、各都道府県警に通達を出しており、2021年9月に事件の容疑者が100歳になったため、同年10月19日付で容疑者死亡で書類送検となり、26年間の捜査に区切りをつける形で捜査は事実上終結した。この「100歳送致」は全国初のケースとなった。
警察庁によると通達で求めているのは「送致の検討」であり、実際に運用するかどうかは各都道府県警察が個別の事情に応じて判断することになるとしている。100歳送致後も生存が判明する場合は刑事訴訟法上は公訴を提起できるが、調書等の証拠の取り扱いに課題が残るとされる。「100歳送致」において特に重要なのは遺族感情とされるが、この事件は第三者が起こした事件ではなく親族間の殺人であったことも遺族感情の観点から考慮された。